# Mycerobas affinis
Il frosone dal collare (Mycerobas affinis Blyth, 1855) è un uccello passeriforme della famiglia dei Fringillidi.

## Descrizione

### Dimensioni
Si tratta di una delle specie di fringillidi di maggiori dimensioni: gli adulti misurano infatti 22–24 cm di lunghezza, per un peso che varia fra i 69 ed i 72 g, con una singola femmina selvatica pesante ben 83 g.

### Aspetto
La forma è squadrata, con grossa testa e becco tozzo e massiccio di forma conica.

Anche nel frosone dal collare è presente uno spiccato dimorfismo sessuale. Il maschio è infatti di colore giallo brillante su tutto il corpo, con una banda bruno-arancio a forma di mezzaluna sulle spalle ed una maschera nera sulla testa, che va dalla sommità del cranio alle guance alla gola, giungendo fin quasi al petto: nere sono anche le ali e la coda. La femmina invece, pur presentando a sua volta le ali e la coda nere, manca della maschera e possiede piumaggio di colore oliva-grigiastro, con presenza di tinte giallastre su petto e ventre. In ambedue i sessi il becco è di colore grigio-bluastro, le zampe rosate e gli occhi bruno-rossicci.
A prima vista, questa specie si presenta molto simile al congenere frosone giallorosso, rispetto al quale però cambiano le dimensioni e l'estensione del colore giallo, oltre alla presenza del "collare" bruno che è tipico di questa specie, alla quale dà il nome comune.

## Biologia
Si tratta di uccelli molto schivi, che tendono a muoversi da soli od in coppie, sebbene non abbiano problemi a riunirsi in piccoli gruppi nei pressi di fonti d'acqua o di cibo. Il frosone dal collare è un abitatore delle cime degli alberi, dalle quali si allontana solo per cercare il cibo: anche in questo caso scendendo raramente al suolo e cibandosi in prevalenza fra i rami bassi.
Il volo è veloce e rettilineo, anche se sulle lunghe distanze tende a mostrare andamento sinusoidale: in volo gli uccelli emettono dei pigolii veloci e serrati. In caso di allarme, il frosone dal collare può invece emettere un aspro richiamo, che viene ripetuto in forma meno appariscente anche nelle contese fra rivali.

Il canto del maschio consiste in una successione di 5-6 note alte e fischiate.

### Alimentazione
La dieta di questi uccelli è prevalentemente granivora: essi si nutrono infatti principalmente di pinoli ed altri semi, che ricavano spezzando senza problemi grazie al forte becco gli involucri in cui essi sono contenuti. Possono nutrirsi anche di frutta e germogli, mentre è più raro che si cibino di materiale di origine animale (principalmente bruchi e chiocciole).

### Riproduzione
La stagione riproduttiva coincide coi primi caldi: la femmina si incarica di costruire il nido, che è a forma di coppa e viene posizionato su un ramo nella fitta vegetazione. Al suo interno vengono deposte 2-4 uova, che vengono covate dalla femmina per 13-14 giorni. I piccoli sono inetti e vengono nutriti da ambedue i genitori fino a quando non sono in grado di involarsi, cosa che avviene 17-18 giorni dopo la schiusa, un tempo piuttosto lungo per un fringillide.

## Distribuzione e habitat
La specie è diffusa dal Kashmir attraverso tutto l'Himalaya e l'altopiano del Tibet fino allo Yunnan.
Si tratta di un uccello che predilige vivere in quota, in quanto lo si trova con più frequenza fra i 2500 ed i 4200 m. Il suo habitat è costituito dagli ambienti boschivi montani, sia misti che a conifere, con presenza di specie quali pini, aceri, pecci, betulle e rododendri. Lo si può trovare anche nelle aree cespugliose a ginepro oltre la linea degli alberi.

Durante il periodo invernale, invece, esso tende a scendere a quote più basse (fra i 1060 ed i 1800 m), divenendo osservabile anche nelle zone settentrionali di Birmania e Thailandia.